# Österreichischer Frauen-Fußballcup 1981/82
Der Österreichische Frauen-Fußballcup wurde in der Saison 1981/82 unter dem Namen Frauen-Fußball-Cup, ausgerichtet vom Wiener Fußball-Verband, zum 10. Mal ausgespielt. Den Pokal gewann zum dritten Mal der ESV Ostbahn XI Wien.

## Teilnehmende Mannschaften
Für den österreichischen Frauen-Fußballcup hätten sich anhand der Teilnahme der Ligen der Saison 1981/82 folgende 15(!!) Mannschaften, die nach der Saisonplatzierung der Damenliga Ost I 1980/81 und der Damenliga Ost II 1980/81 geordnet sind, qualifiziert. Teams, die als durchgestrichen gekennzeichnet sind, nahmen am Wettbewerb aus diversen Gründen nicht am Wettbewerb teil oder Sind zweite Mannschaften und spielten daher nicht um den Pokal mit. Weiters konnten noch Vertreter aus den anderen Bundesländern teilnehmen.
| Damenliga Ost (7) | Damenliga Ost (7) | Vertreter aus den anderen Bundesländern (1) |
| --- | --- | ------------------------------------------- |
| - USC Landhaus (W) - DFC Ostbahn XI (W) (C) - SV Aspern (W) - Union Kleinmünchen (OÖ) - 1. DFC Leoben (ST) - DFC Alland-Brunn (NÖ) (N) - LUV Graz (ST) (N) | - USC Landhaus II (W) - ASV 13 (W) - KSV Wiener Berufsschulen (W) - SV Aspern II (W) - SC Katzelsdorf (NÖ) - 1. SC Sollenau (NÖ) - SV Baden (NÖ) - USC Halbturn (B) (N) - SC Wullersdorf (NÖ) (N) | - FC Wacker Innsbruck (T)                   |
| Erläuterungen Länderkürzel: (B): Burgenland, (OÖ): Oberösterreich, (NÖ): Niederösterreich, (ST): Steiermark, (T): Tirol, (W): Wien                         | |                                             |

| (C) | amtierender Cupsieger 1980/81    |
| (A) | Absteiger der Saison 1981/82     |
| (N) | Neuaufsteiger der Saison 1981/82 |

## Turnierverlauf
Es liegen nur die Ergebnisse von ein paar Begegnungen vor dem Finale vor.

### 1. Cuprunde
| Datum        |                     | Ergebnis              |          |
| ------------ | ------------------- | --------------------- | -------- |
| keine Angabe | FC Wacker Innsbruck | 0:0 n. V. (2:1 i. E.) | LUV Graz |

### Viertelfinale
| Datum        |              | Ergebnis |                     |
| ------------ | ------------ | -------- | ------------------- |
| keine Angabe | USC Halbturn | 0:4      | FC Wacker Innsbruck |

### Halbfinale
| Datum        |                     | Ergebnis |                |
| ------------ | ------------------- | -------- | -------------- |
| keine Angabe | FC Wacker Innsbruck | 1:5      | DFC Ostbahn XI |

### Finale
Das Finale wurde im Franz-Horr-Stadion in Wien ausgetragen
| Datum        |                | Ergebnis |              |
| ------------ | -------------- | -------- | ------------ |
| keine Angabe | DFC Ostbahn XI | 3:2      | USC Landhaus |